# Новые мутанты
Новые мутанты (англ. New Mutants) — группа вымышленных супергероев-мутантов, появляющихся в американских комиксах, выпущенных Marvel Comics, как правило, в сотрудничестве с Людьми Икс. Первоначально изображённые как подростковый младший класс в Институте Ксавье, последующие истории изображали персонажей как взрослых супергероев (в их одноименных сериях, а также в связанных названиях, таких как Сила Икс и Мстители) или в качестве учителей и наставников молодых мутантов.

## Состав команды
В 1982 году оригинальная команда Новых мутантов дебютировала в «Marvel Graphic Novel» #4. Первоначально возглавляемый профессором Икс, а затем Магнето, состав постепенно расширялся, включив в него дополнительных новобранцев, а последующие тома и названия имеют множество членов команды и связанных с ними персонажей.
| Персонаж      | Настоящее имя         | Присоединился в                | Заметки              |
| ------------- | --------------------- | ------------------------------ | -------------------- |
| Профессор Икс | Чарльз Фрэнсис Ксавье | Marvel Graphic Novel #4 (1982) | Основатель команды   |
| Карма         | Сиань «Шань» Кой Мань | Marvel Graphic Novel #4 (1982) | Ранний лидер команды |
| Волчица       | Рейн Синклер          | Marvel Graphic Novel #4 (1982) |                      |
| Мираж         | Даниелла Мунстар      | Marvel Graphic Novel #4 (1982) | Возможный солидер    |
| Пушечное ядро | Сэм Гатри             | Marvel Graphic Novel #4 (1982) | Возможный солидер    |
| Санспот       | Роберто да Коста      | Marvel Graphic Novel #4 (1982) |                      |

| Персонаж         | Настоящее имя                   | Присоединился в                | Заметки                                                          |
| ---------------- | ------------------------------- | ------------------------------ | ---------------------------------------------------------------- |
| Призрачная кошка | Китти Прайд                     | Uncanny X-Men #167 (1983)      | Уходит, чтобы вернуться в команду Людей Икс в Uncanny X-Men #168 |
| Магма            | Амара Джулиана Оливианс Акилья  | New Mutants #13 (1984)         |                                                                  |
| Мэджик           | Ульяна Николаевна Распутина     | New Mutants #14 (1984)         |                                                                  |
| Уорлок           | Уорлок                          | New Mutants #21 (1984)         |                                                                  |
| Шифр             | Дуглас Аарон Рэмси              | New Mutants #21 (1984)         |                                                                  |
| Магнето          | Макс "Магнус" Эйзенхардт        | Uncanny X-Men #200 (1985)      | Директор (заменив Ксавье)                                        |
| Птичий мозг      | Мальчик-птица                   | New Mutants #55 (1987)         |                                                                  |
| Файерфист        | Рассел «Расти» Коллинз          | New Mutants #77 (1989)         |                                                                  |
| Скидс            | Салли Блевинс                   | New Mutants #77 (1989)         |                                                                  |
| Риктор           | Хулио Эстебан Рихтер            | New Mutants #77 (1989)         |                                                                  |
| Бум-Бум          | Табита «Табби» Смит             | New Mutants #77 (1989)         |                                                                  |
| Кейбл            | Нейтан Кристофер Чарльз Саммерс | New Mutants #89 (1990)         |                                                                  |
| Варпатч          | Джеймс Праудстар                | New Mutants #99 (1991)         |                                                                  |
| Шаттерстар       | Гаведра Севен/Бенджамин Рассел  | New Mutants #100 (1991)        |                                                                  |
| Фераль           | Мария Калласантос               | New Mutants #100 (1991)        |                                                                  |
| Блинк            | Кларис Фергюсон                 | Cable #150 (2017)              |                                                                  |
| Счастливчик      |                                 | Cable #150 (2017)              |                                                                  |
| Икс-23           | Лора Кинни                      | Cable #150 (2017)              |                                                                  |
| Броня            | Хисако Итики                    | Cable #150 (2017)              |                                                                  |
| Дуп              |                                 | Cable #150 (2017)              |                                                                  |
| Сильный парень   | Гвидо Кароселла                 | Phoenix Resurrection #2 (2018) |                                                                  |
| Chamber          | Джонотон Эван "Джоно" Старсмор  | New Mutants, vol. 4 #1 (2019)  |                                                                  |
| Мондо            |                                 | New Mutants, vol. 4 #1 (2019)  |                                                                  |
| Побег            | Шела Секстон                    | New Mutants, vol. 4 #31 (2022) |                                                                  |

| Персонаж         | Настоящее имя          | Присоединился в         | Заметки             |
| ---------------- | ---------------------- | ----------------------- | ------------------- |
| Мираж            | Даниелла Мунстар       | New X-Men (Volume 2) #2 | Консультант команды |
| Танцовщица ветра | София Элизабет Мантега | New X-Men (Volume 2) #2 |                     |
| Уоллфлауэр       | Лори Коллинз           | New X-Men (Volume 2) #2 |                     |
| Prodigy          | Дэвид Аллейн           | New X-Men (Volume 2) #2 |                     |
| Surge            | Норико Асида           | New X-Men (Volume 2) #2 |                     |
| Эликсир          | Джош Фоли              | New X-Men (Volume 2) #2 |                     |
| Уизер            | Кевин Форд             | New X-Men (Volume 2) #2 |                     |
| Икар             | Джошуа Гатри           | New X-Men (Volume 2) #2 |                     |

| Персонаж          | Настоящее имя     | Присоединился в                | Заметки                            |
| ----------------- | ----------------- | ------------------------------ | ---------------------------------- |
| Анол              | Виктор Борковский | New Mutants, vol. 4 #14 (2020) |                                    |
| Скаут             | Габриэль Кинни    | New Mutants, vol. 4 #14 (2020) | Ранее известный как Медовый барсук |
| Дождливый мальчик | Карл Олстон       | New Mutants, vol. 4 #14 (2020) |                                    |
| Космар            | Наташия Репина    | New Mutants, vol. 4 #14 (2020) |                                    |
| Серебелла         | Марта Йоханссон   | New Mutants, vol. 4 #14 (2020) | Ранее известная как No-Girl        |

| Персонаж                   | Настоящее имя              | Активен в                             | Заметки |
| -------------------------- | -------------------------- | ------------------------------------- | ------- |
| Яркий ветер / Темный ветер | Яркий ветер / Темный ветер | New Mutants Special Edition #1 (1985) |         |
| Госамыр                    | Госамыр                    | New Mutants #67 (1988)                |         |
| Арти                       | Артур Мэддикс              | New Mutants #77 (1989)                |         |
| Лич                        |                            | New Mutants #77 (1989)                |         |
| Подражатель                | Ванесса Карлайл            | New Mutants #98 (1991)                |         |
| Человек Икс                | Нейт Грей                  | New Mutants, vol. 3 #27 (2011)        |         |
| Глоб                       | Глобус Герман              | New Mutants, vol.4 #3 (2020)          |         |
| Максим                     |                            | New Mutants, vol.4 #3 (2020)          |         |
| Манон                      |                            | New Mutants, vol.4 #3 (2020)          |         |
| Галура                     | Габриэль Дива              | New Mutants, vol. 4 #21 (2021)        |         |